# Chalampé
 Chalampé (en alsacià Schàlàmpi) és un municipi francès, situat a la regió del Gran Est, al departament de l'Alt Rin. L'any 2006 tenia 888 habitants.

## Demografia
| 1962 | 1968 | 1975 | 1982  | 1990  | 1999 |
| ---- | ---- | ---- | ----- | ----- | ---- |
| 414  | 614  | 891  | 1.034 | 1.011 | 966  |

## Administració
| Període   | Identitat                    | Partit |
| --------- | ---------------------------- | ------ |
| 2001-2020 | Martine Laemlin-Delmotte     |        |
| 2020-     | Christine Dupont-Dufeutrelle |        |